# Trichocerca weberi
Trichocerca weberi är en hjuldjursart som först beskrevs av Jennings 1903.  Trichocerca weberi ingår i släktet Trichocerca och familjen Trichocercidae. Arten är reproducerande i Sverige. Inga underarter finns listade i Catalogue of Life.